# Karta Brukselska
Karta Brukselska – deklaracja zaproponowana na rowerowej konferencji Velo-city 2009. To także zobowiązanie miasta sygnatariusza, że do 2020 roku wprowadzi zmiany promujące transport rowerowy w mieście.
Miasto sygnatariusz deklaruje:
- zwiększenie do 15% udziału komunikacji rowerowej w ruchu miejskim do 2020 roku,
- zmniejszenie o 50% ryzyka wypadków rowerowych do 2020 roku,
- opracowanie systemu parkingów rowerowych oraz polityki przeciwko kradzieży rowerów,
- zwiększenie wykorzystania rowerów w dojazdach do szkoły i do pracy,
- podejmowanie działań na rzecz rozwoju turystyki rowerowej,
- współpracę ze środowiskiem rowerowym, firmami i instytucjami publicznymi w celu upowszechnienia ruchu rowerowego.

Wypełnienie zobowiązań Karty jest celem polityki rowerowej miasta. Promocja ruchu pieszego i rowerowego ma na celu zmniejszenie indywidualnego ruchu zmotoryzowanego.
Miasta, które podpisały Kartę Brukselską:
- Austria: Graz
- Belgia: Bruksela, Gandawa
- Bułgaria: Warna
- Dania: Aalborg, Kopenhaga
- Estonia: Tartu
- Finlandia: Helsinki
- Francja: Bègles, Bordeaux, La Rochelle, Tuluza
- Niemcy: Monachium, Getynga
- Wielka Brytania: Edynburg
- Grecja: Saloniki, Missolungi, Ateny
- Węgry: Budapeszt, Békés, Nagykálló, Szarvas
- Włochy: Bari, Bolonia, Alfonsine, Bagnacavallo, Bagnara di Romagna, Conselice, Cotignola, Fusignano, Lugo, Massa Lombarda, Sant’Agata sul Santerno, Caserta, Crema, Ferrara, Lodi, Mediolan, Parma, Pesaro, Piza, Reggio nell’Emilia, Turyn
- Luksemburg: Luksemburg
- Holandia: Brabantstad, Helmond, Breda, ’s-Hertogenbosch, Tilburg, Eindhoven, Houten
- Polska: Gdańsk, Kraków, Łódź[4]
- Rumunia: Timișoara
- Hiszpania: Madryt, Sewilla, Walencja, Vitoria-Gasteiz
- Ukraina: Lwów
- Turcja: İzmit